# Santa Coloma de Matella
Santa Coloma de Matella és una antígua església parroquial, actualment desapareguda, ubicada al terme municipal de Serra de Daró (Baix Empordà). Va ser ja esmentada el 1123, i s'hi va establir un convent de monges. Va ser unida a la parròquia de Serra de Daró el 1367.
Aquesta església ocupava el lloc on hi ha actualment el Mas Cebrià.